# Medische genetica van Joden
De medische genetica van Joden is het onderzoek, de screening en de behandeling van erfelijke aandoeningen die in het bijzonder voorkomen bij Joodse populaties. De genetica van Asjkenazische Joden zijn in het bijzonder onderzocht, hetgeen resulteerde in de ontdekking van vele erfelijke aandoeningen die geassocieerd worden met deze etnische groep. De medische genetica van Sefardische en Mizrahi Joden is gecompliceerder omdat zij genetisch diverser zijn. Organisaties zoals Dor Yeshorim bieden screeningprogramma's aan voor erfelijke aandoeningen die voorkomen bij Asjkenazische Joden. Deze programma's hebben een belangrijke rol gespeeld in het verminderen van het aantal patiënten met de ziekte van Tay-Sachs.

## Asjkenazische ziekten
De huidige populatie van Asjkenazische Joden betreft 10 miljoen, en zij stammen af van slechts 350 personen die ongeveer 600-800 jaar geleden leefden. Die populatie stamt af uit Europa en het Midden-Oosten. Er zijn aanwijzingen dat deze verlaagde populatie heeft geleid tot het ontstaan van schadelijke allelen als gevolg van genetische drift. Om die reden is deze groep in het bijzonder intensief bestudeerd, waardoor vele mutaties zijn geïdentificeerd als prevalent in Asjkenazische Joden. Deze ziekten kunnen ook voorkomen in andere Joodse en niet-Joodse groepen. De specifieke mutatie die een ziekte veroorzaakt, kan variëren tussen populaties. Zo zijn er in Asjkenazische Joden twee verschillende mutaties in het glucocerebrosidasegen dat bij hun Gauchers niet in Joodse groepen is gevonden, maar wel een van deze mutaties. Enkele ziekten zijn bijna geheel beperkt tot Joden: zo komt familiale dysautonomie bijna niet voor in andere populaties.
| Ziekte                           | Autosomaal recessief/dominant | Gen            | Dragersfrequentie   |
| -------------------------------- | ----------------------------- | -------------- | ------------------- |
| Favisme                          | X-gebonden                    | G6PD           |                     |
| Syndroom van Bloom               | Autosomaal recessief          | BLM            | 1/100               |
| Borstkanker and eierstokkanker   | Autosomaal dominant           | BRCA1 of BRCA2 | resp. 1/100 en 1/75 |
| Canavan ziekte                   | Autosomaal recessief          | ASPA           | 1/60                |
| Congenitale doofheid             | Autosomaal recessief          | GJB2 of GJB6   | 1/25                |
| Taaislijmziekte                  | Autosomaal recessief          | CFTR           | 1/25                |
| Hemofilie C                      | Autosomaal recessief          | F11            | 1/12                |
| Familiale dysautonomie           | Autosomaal recessief          | IKBKAP         | 1/30                |
| Familiaire hypercholesterolemie  | Autosomaal dominant           | LDLR           | 1/69                |
| Familiale hyperinsulinemie       | Autosomaal dominant           | ABCC8          | 1/125–1/160         |
| Anemie van Fanconi               | Autosomaal recessief          | FACC           | 1/100               |
| Ziekte van Gaucher               | Autosomaal recessief          | GBA            | 1/7–1/18            |
| Glycogen Storage Disease type 1a | Autosomaall recessief         | G6PC           | 1/71                |
| Mucolipidosis IV                 | Autosomaal recessief          | MCOLN1         | 1/110               |
| Ziekte van Niemann-Pick type A   | Autosomaal recessief          | SMPD1          | 1/90                |
| Nonclassical 21 OHase deficiency | Autosomaal recessief          | CPY21          | 1/6                 |
| Ziekte van Parkinson             | Autosomaal dominant           | LRRK2          | 1/42                |
| Ziekte van Tay-Sachs             | Autosomaal recessief          | HEXA           | 1/25–1/30           |
| Dystonia musculorum deformans    | Autosomaal dominant           | DYT1           | 1/4000              |
| Syndroom van Usher               | Autosomaal recessief          | PCDH15         | 1/72                |

### Andere aandoeningen
De volgende aandoeningen komen ook veel vaker voor bij Joden, maar ook onder de niet-Joodse bevolking:
- Ziekte van Crohn en Crohn colitis
- Alfa-1 antitrypsine deficiëntie (AAT) (autosomaal dominant)[7]
- Adrenogenitaal syndroom
- Schizofrenie ( geen bewijs voor, zeker niet in Europa, bron?)